# A Bug's Life
A Bug's Life (bra: Vida de Inseto; prt: Uma Vida de Insecto) é um filme de comédia de animação computadorizada estadunidense de 1998 produzido pela Pixar Animation Studios para a Walt Disney Pictures. Foi o segundo longa animado produzido pela Pixar após Toy Story. Dirigido por John Lasseter e co-dirigido e escrito por Andrew Stanton, a história envolve uma formiga desajustada, Flik, que procura "corajosos guerreiros" para salvar sua colônia de gafanhotos famintos, mas acaba recrutando um grupo inepto de insetos circenses. O filme conta com as vozes de Dave Foley, Kevin Spacey, Julia Louis-Dreyfus, Hayden Panettiere, dentre outros.
É inspirado na fábula "A Cigarra e a Formiga" do escritor Esopo. Sua produção começou logo após o lançamento de Toy Story em 1995. O roteiro foi escrito por Stanton e os escritores de comédia Donald McEnery e Bob Shaw a partir de uma história de Lasseter, Stanton e Ranft. As formigas foram redesenhadas para serem mais atraentes e a unidade de animação da Pixar empregou inovações técnicas em animação por computador. Randy Newman ficou responsável pela trilha sonora. Durante a produção, uma disputa pública polêmica irrompeu entre Steve Jobs e Lasseter da Pixar e o co-fundador da DreamWorks Pictures, Jeffrey Katzenberg, devido à produção paralela de seu filme semelhante Antz, que foi lançado no mesmo ano.
A Bug's Life foi lançado em 20 de novembro de 1998 e arrecadou 363 milhões de dólares em receitas. Foi o primeiro filme a ser transferido digitalmente imagem a imagem e lançado em DVD, e foi lançado várias vezes em home video.

## Enredo
A Ilha das Formigas é uma colônia de formigas liderada pela rainha, que se aposentou, e sua filha, a princesa Atta. A cada época, elas são forçadas a dar comida para uma gangue de gafanhotos saqueadores, liderada por Hopper. Um dia, quando Flik, um individualista e inventor, inadvertidamente joga a oferta em um rio com a sua última invenção, um dispositivo de colheita de grãos, Hopper exige o dobro de comida como compensação. Quando Flik sugere de forma séria que busquem a ajuda de outros insetos mais fortes, as outras formigas veem isso como uma oportunidade de removê-lo e mandá-lo embora da colônia.
Na "Cidade dos Insetos", que é um monte de lixo sob um trailer, Flik confunde uma trupe de Insetos de Circo (que foram recentemente demitidos por seu ganancioso mestre de cerimônias, P.T. Flea) com os insetos guerreiros que procura. Os insetos, por sua vez, confundem Flik com um agente de talentos e aceitam a sua oferta de viajar com ele de volta para a Ilha das Formigas. Durante uma cerimônia de boas-vindas após a sua chegada, os Insetos de Circo e Flik descobrem seus mal-entendidos mútuos. Os Insetos de Circo tentam sair, mas são perseguidos por um pássaro; enquanto fogem, eles resgatam Dot, a irmã mais nova de Atta do pássaro, ganhando o respeito das formigas no processo. A pedido de Flik, eles continuam com o artifício de serem "guerreiros", para que a trupe possa continuar a desfrutar da hospitalidade das formigas. Ouvir que Hopper teme pássaros inspira Flik a criar um falso pássaro para assustar os gafanhotos.
As formigas terminam de construir o pássaro falso, mas durante uma festa, P.T. Flea chega, procurando por sua trupe, e inadvertidamente revela seu segredo. Indignadas com a decepção de Flik, as formigas o exilam e tentam desesperadamente reunir comida para uma nova oferta aos gafanhotos. No entanto, quando Hopper retorna para descobrir a oferta medíocre, ele assume a ilha e exige o suprimento de comida de inverno das formigas, planejando executar a Rainha depois. Ouvindo o plano, Dot convence Flik e os Insetos de Circo a voltar para a Ilha das Formigas.
Depois que os percevejos distraem os gafanhotos por tempo suficiente para resgatar a Rainha, Flik implanta o pássaro; inicialmente engana os gafanhotos, mas P.T. Flea, que também o confunde com um pássaro real, o queima, expondo-o como uma isca. Hopper espanca Flik em retaliação, dizendo que as formigas são formas de vida humildes e que vivem para servir os gafanhotos. No entanto, Flik responde que Hopper realmente teme a colônia, porque ele sempre soube do que elas são capazes, inspirando as formigas e os Insetos de Circo a lutar contra os gafanhotos. As formigas tentam forçar Hopper a sair da Ilha das Formigas usando o canhão de circo do P.T. Flea, mas de repente começa a chover. No caos que se seguiu, Hopper se liberta do canhão e sequestra Flik. Depois que os Insetos de Circo não conseguem pegá-los, Atta resgata Flik enquanto Hopper os persegue e os segue até ao ninho do pássaro que Flik, Dot e os Insetos de Circo encontraram antes. Pensando que o pássaro é outra isca, Hopper o provoca antes de perceber que é real. Então, o pássaro o captura e o alimenta vivo para os seus três filhotes.
Sem os inimigos, Flik melhorou as suas invenções junto com a qualidade de vida da Ilha das Formigas, ele e Atta se tornaram um casal e deram o irmão mais novo de Hopper, Molt, e algumas formigas para o P.T. Flea como novos membros de sua trupe. Atta e Dot tornam-se respetivamente a nova rainha e princesa. As formigas parabenizam Flik como herói e se despedem da trupe de circo.

## Elenco
| - Dave Foley como Flik, uma formiga inventora, mas principalmente propensa a acidentes. - Kevin Spacey como Hopper, o líder implacável da gangue de gafanhotos. - Julia Louis-Dreyfus como Princesa Atta, a futura rainha da colônia. - Hayden Panettiere como Dot, a irmã mais nova da Princesa Atta e inicialmente a única amiga de Flik na colônia de formigas. - Phyllis Diller como a Rainha, a líder da colônia de formigas. - Richard Kind como Molt, o irmão mais novo estúpido, mas afável, de Hopper. |  | - David Hyde Pierce como Slim, um bicho-pau e amigo de Francis e Heimlich. - Joe Ranft como Chucrute(pt-BR) ou Heimlich(pt-PT?), uma lagarta rechonchuda com sotaque alemão que deseja ser uma borboleta. - Denis Leary como Francis, uma joaninha macho mal-humorada que é constantemente confundida com uma mulher. - Jonathan Harris como Manny, um louva-a-deus que é mágico no circo de P.T. Flea. - Madeline Kahn como Gipsy, uma mariposa cigana, a bonita esposa e assistente de Manny. - Bonnie Hunt como Rosie, uma viúva negra domadora e amiga de Dim. |  | - Michael McShane como Deita e Rola(pt-BR) ou Tuck e Roll(pt-PT?), os irmãos gêmeos percevejos da Hungria. - John Ratzenberger como P.T. Flea, uma pulga que é o dono do circo. - Brad Garrett como Dim, um besouro rinoceronte que interpreta a "Besta Feroz" no ato do circo. Ele é o companheiro de Rosie. - Roddy McDowall como Sr. Soil, uma formiga que é um ator principal de peças de drama. - Edie McClurg como Dra. Flora, a médica da colônia de formigas. - Alex Rocco como Thorny, a assistente da Princesa Atta. |  | - David Ossman como Cornelius, uma formiga idosa. - David Lander como Thumper, o "executor" perturbado de Hopper. - Rodger Bumpass como Harry, um mosquito. - Ashley Tisdale como Lead Blueberry Scout, a líder das Blueberry Scouts, uma tropa de formigas a que Dot pertence. - Jan Rabson e Carlos Alazraqui como Axel e Loco, uma dupla de gafanhotos da gangue de Hopper. - Bob Bergen como Aphie, o pulgão de estimação da rainha. |

## Produção

### Desenvolvimento

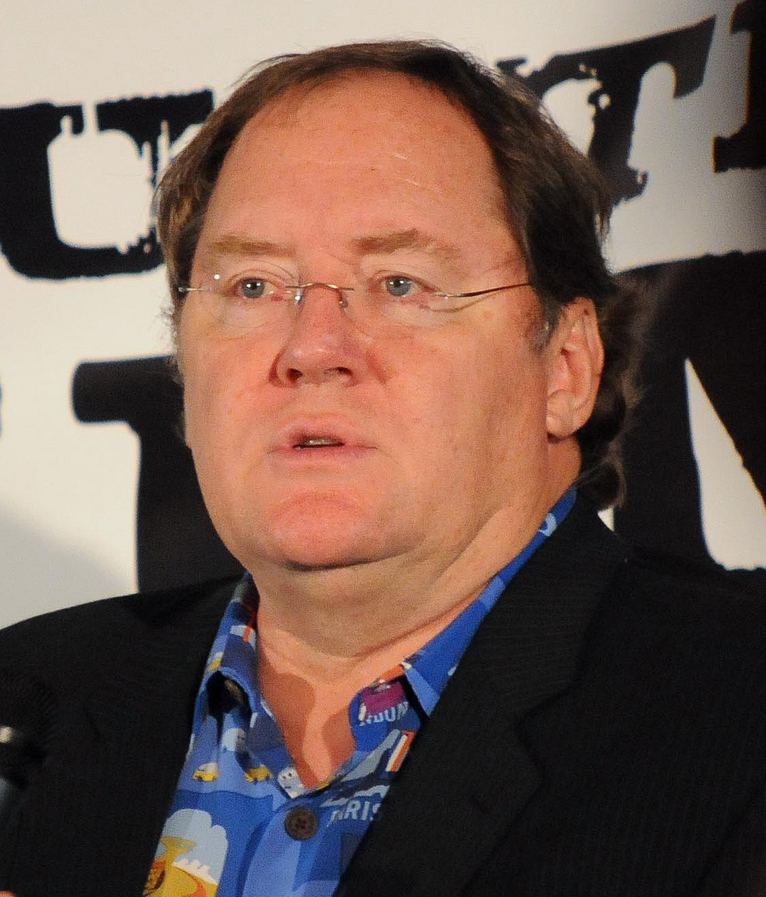
John Lasseter, o diretor de A Bug's Life, no Festival de Filmes de Austin em Outubro de 2011

Durante o verão de 1994, o departamento de história da Pixar começou a pensar em seu próximo filme. O enredo de A Bug's Life originou-se de uma conversa na hora do almoço entre John Lasseter, Andrew Stanton, Pete Docter e Joe Ranft, a equipe criativa do estúdio; outros filmes como Toy Story 2, Monsters, Inc. e Finding Nemo também foram concebidos neste almoço. Lasseter e sua equipe criativa já haviam sido atraídos pela ideia de insetos servindo como personagens. Como os brinquedos, os insetos estavam ao alcance da animação por computador naquela época, devido às suas superfícies relativamente simples. Stanton e Ranft se perguntaram se poderiam encontrar um ponto de partida na fábula de Esopo, A Cigarra e a Formiga. Walt Disney havia produzido a sua própria versão com um final mais alegre décadas antes, no curta-metragem de 1934, The Grasshopper and the Ants. Além disso, a Walt Disney Feature Animation considerou produzir um filme no final dos anos 1980 intitulado Army Ants, que girava em torno de uma formiga pacifista vivendo em uma colônia militar, mas isso nunca se materializou totalmente.
Enquanto Stanton e Ranft discutiam a adaptação, eles desfiaram cenários e enredos surgindo de suas premissas. Lasseter gostou da ideia e deu algumas sugestões. O conceito persistiu até o início de 1995, quando a equipe de história começou a trabalhar seriamente no segundo filme. Durante um primeiro teste de exibição de Toy Story em São Rafael em junho de 1995, eles apresentaram o filme ao CEO da Disney, Michael Eisner. Eisner achou a ideia boa e eles enviaram um tratamento para a Disney no início de julho sob o título Bugs. A Disney aprovou o tratamento e notificou em 7 de julho que estava exercendo a opção de um segundo filme sob o acordo original de 1991 entre a Disney e a Pixar. Lasseter atribuiu o trabalho de codiretor a Stanton; ambos trabalharam bem juntos e tinham sensibilidades semelhantes. Lasseter percebeu que trabalhar em um filme animado por computador como diretor único era perigoso enquanto a produção de Toy Story estava em andamento. Além disso, Lasseter acreditava que isso aliviaria o estresse e que o papel prepararia Stanton para ter a sua própria posição como diretor principal.

### Roteiro
Em A Cigarra e a Formiga, uma cigarra desperdiça os meses de primavera e verão cantando enquanto as formigas guardam comida para o inverno; quando chega o inverno, a cigarra faminta implora pelas formigas por comida, mas as formigas a rejeitam. Andrew Stanton e Joe Ranft perceberam que a cigarra poderia simplesmente pegar a comida. Depois que Stanton completou um rascunho do roteiro, ele começou a duvidar de um dos principais pilares da história - que os Insetos de Circo que tinham vindo para a colônia para enganar as formigas ficariam e lutariam. Ele achava que os Insetos de Circo eram personagens desagradáveis como mentirosos e que não era realista para eles passarem por uma mudança completa de personalidade. Além disso, não existia nenhuma razão particularmente boa para que os insetos de circo permanecessem com a colônia de formigas durante o segundo ato. Embora o filme já estivesse adiantado, Stanton concluiu que a história precisava de uma abordagem diferente.
Stanton pegou um dos primeiros personagens dos insetos de circo, Red, a formiga vermelha, e o transformou no personagem Flik. Os Insetos de Circo, não querendo mais enganar a colônia, estariam envolvidos em um mal-entendido cômico sobre o motivo pelo qual Flik os estava recrutando. Lasseter concordou com esta nova abordagem, e os escritores de comédia Donald McEnery e Bob Shaw passaram alguns meses trabalhando em um polimento adicional com Stanton. Os personagens "Tuck and Roll" foram inspirados em um desenho que Stanton fez de dois insetos lutando quando ele estava na segunda série. Lasseter chegou a imaginar o filme como um épico na tradição de David Lean, Lawrence of Arabia de 1962.

### Elenco
O elenco de vozes estava carregado de estrelas de sitcom de televisão da época: Flik foi dublado por Dave Foley (da NewsRadio), Princesa Atta foi dublada por Julia Louis-Dreyfus (de Seinfeld), Molt foi dublado por Richard Kind (de Spin City), Slim foi dublado por David Hyde Pierce (de Frasier) e Dim foi dublado por Brad Garrett (de Everybody Loves Raymond). Joe Ranft, membro da equipe de história da Pixar, interpretou Heimlich, a lagarta, por sugestão da esposa de Lasseter, Nancy, que o ouviu interpretar o personagem em uma faixa vocal de scratch.
A escalação de Hopper, o vilão da história, se mostrou problemática. A principal escolha de Lasseter foi Robert De Niro, que repetidamente recusou o papel, assim como uma sucessão de outros atores. Kevin Spacey conheceu John Lasseter no Oscar em 1995 e Lasseter perguntou a Spacey se ele estaria interessado em fazer a voz de Hopper. Spacey ficou encantado e assinou imediatamente.
A Bug's Life foi a última aparição do ator Roddy McDowall em um filme, que interpretou o Sr. Soil, antes de morrer, um pouco antes do lançamento nos cinemas.

### Designde arte e animação
Foi mais difícil para os animadores durante a produção de A Bug's Life do que em Toy Story, pois os computadores funcionavam lentamente devido à complexidade dos modelos dos personagens. Lasseter e Stanton tinham dois animadores supervisores para auxiliar na direção e revisão da animação: Rich Quade e Glenn McQueen. A primeira sequência a ser animada e renderizada foi a sequência de circo que culminou com a cena "Flea's Wall of Death" protagonizada por P.T. Flea. Lasseter colocou esta cena em primeiro lugar na linha de produção porque ele acreditava que era "menos provável que mudasse". Lasseter achou que seria útil ter uma visão do mundo da perspetiva de um inseto. Dois técnicos criaram uma câmera de vídeo em miniatura sobre rodas de Lego, que eles apelidaram de "Bugcam". Preso à ponta de uma vareta, o Bugcam podia rolar pela grama e outros terrenos e devolver uma visão de inseto. Lasseter ficou intrigado com a forma como a grama, as folhas e as pétalas das flores formavam um dossel translúcido, como se os insetos estivessem vivendo sob um teto de vidro colorido. A equipe também buscou inspiração em Microcosmos (1996), um documentário francês sobre o amor e a violência no mundo dos insetos.
A transição do tratamento para os storyboards assumiu uma camada extra de complexidade devido à profusão de histórias. Enquanto Toy Story se concentrava fortemente em Woody e Buzz, com os outros brinquedos servindo principalmente como ajudantes, A Bug's Life exigia uma narrativa detalhada para vários grupos principais de personagens. O design de personagens também apresentou um novo desafio, pois os designers tiveram que fazer as formigas parecerem agradáveis. Embora os animadores e o departamento de arte estudassem os insetos mais de perto, o realismo natural daria lugar às necessidades maiores do filme. A equipe tirou mandíbulas e projetou as formigas para ficarem em pé, substituindo as suas seis pernas normais por dois braços e duas pernas. Os gafanhotos, em contraste, receberam um par de apêndices extras para parecerem menos atraentes. A escala da história também exigia que engenheiros de software acomodassem novas demandas. Entre eles estava a necessidade de lidar com cenas de multidões de formigas. A Bug's Life incluiria mais de 400 imagens em cenas de colônia de formigas, algumas com até 800. Era impraticável para os animadores controlá-las individualmente, mas as formigas também não podiam permanecer estáticas por um único momento sem parecerem sem vida ou se moverem de forma idêntica. Bill Reeves, um dos dois diretores técnicos supervisores do filme, lidou com o dilema liderando o desenvolvimento de software para formigas autônomas. Os animadores animariam apenas quatro ou cinco grupos de cerca de oito "formigas universais" individuais. Cada uma dessas "formigas universais" seria posteriormente distribuída aleatoriamente por todo o conjunto digital. O programa também permitiu que cada formiga fosse modificada automaticamente de maneiras sutis (por exemplo, cor de olho ou pele diferente, alturas diferentes, pesos diferentes, etc.). Isso garantiu que duas formigas não fossem iguais. Foi parcialmente baseado na invenção de sistemas de partículas de Reeves uma década e meia antes, que permitia aos animadores usarem massas de partículas autoguiadas para criar efeitos como poeira e neve em redemoinho.
Os animadores também empregaram espalhamento de subsuperfície - desenvolvido pelo co-fundador da Pixar Edwin Catmull durante seus dias de estudante de graduação na Universidade de Utah na década de 1970 - para renderizar superfícies de uma maneira mais realista. Esta seria a primeira vez que o espalhamento subterrâneo seria usado em um filme da Pixar, e uma pequena equipe da Pixar resolveu os problemas práticos que a impediam de trabalhar na animação. Catmull pediu um curta-metragem para testar e mostrar a dispersão subterrânea e o resultado, Geri's Game (1997), foi anexado ao lado de A Bug's Life em seu lançamento nos cinemas.

### Rivalidade entre a Pixar e a Dreamworks
Durante a produção de A Bug's Life, uma rivalidade pública irrompeu entre a DreamWorks de Jeffrey Katzenberg e a Pixar de Steve Jobs e John Lasseter. Katzenberg, ex-presidente da divisão de filmes da Disney, havia deixado a empresa em uma disputa acirrada com o CEO, Michael Eisner. Em resposta, ele formou a DreamWorks SKG com Steven Spielberg e David Geffen e planejava rivalizar com a Disney na animação. Após a aquisição da Pacific Data Images (PDI) pela DreamWorks - o antigo contemporâneo da Pixar na animação por computador - Lasseter e outros na Pixar ficaram consternados ao saber dos documentos comerciais que o primeiro projeto da PDI na DreamWorks seria outro filme de formigas, que ia se chamar Antz. Nessa época, o projeto da Pixar era bem conhecido na comunidade de animação. Ambos Antz e A Bug's Life estão centrados em uma jovem formiga, um zangão com tendências estranhas que luta para ganhar a mão de uma princesa salvando a sua sociedade. Enquanto A Bug's Life dependia principalmente de piadas visuais, Antz era mais verbal e girava mais em torno da sátira. O roteiro de Antz também estava carregado de referências adultas, enquanto o filme da Pixar era mais acessível às crianças.
Ficou claro que Lasseter e Jobs acreditavam que a ideia foi roubada por Katzenberg. Katzenberg manteve contato com Lasseter após a separação da Disney, muitas vezes ligando para verificar. Em outubro de 1995, quando Lasseter supervisionava o trabalho de pós-produção de Toy Story nas instalações Technicolor do lote da Universal em Universal City, onde a DreamWorks também estava localizada, ele ligou para Katzenberg e apareceu com o Stanton. Quando Katzenberg perguntou o que eles fariam a seguir, Lasseter descreveu em detalhes o que se tornaria A Bug's Life. Lasseter respeitou o julgamento de Katzenberg e se sentiu confortável em usá-lo como uma caixa de ressonância para ideias criativas. Lasseter tinha grandes esperanças em Toy Story e estava dizendo a amigos em todo o setor de animação por computador para começarem a fazer seus próprios filmes. "Se isso acontecer, vai ser como filmes espaciais depois de Star Wars" para empresas de animação por computador, disse ele a vários amigos. "Eu deveria ter sido cauteloso", Lasseter lembrou mais tarde. "Jeffrey continuou fazendo perguntas sobre quando seria lançado."
Quando os negócios indicaram a produção em Antz, Lasseter, sentindo-se traído, ligou para Katzenberg e perguntou-lhe sem rodeios se era verdade, que por sua vez perguntou onde ouvira o boato. Lasseter perguntou de novo, e Katzenberg admitiu que era verdade. Lasseter ergueu a voz e não quis acreditar na história de Katzenberg de que um diretor de desenvolvimento havia lhe apresentado a ideia há muito tempo. Katzenberg afirmou que Antz veio de uma apresentação de uma história de 1991 por Tim Johnson que estava relacionada a Katzenberg em outubro de 1994. Outra fonte dá Nina Jacobson, uma das executivas de Katzenberg, como a pessoa responsável pela apresentação do Antz Lasseter, que normalmente não usava linguagem profana, xingou Katzenberg e desligou o telefone. Lasseter lembrou que Katzenberg começou a explicar que a Disney estava "determinada a apanhá-lo" e que ele percebeu-se que era apenas bucha de canhão na luta de Katzenberg com a Disney. De sua parte, Katzenberg acreditava ter sido vítima de uma conspiração: Eisner decidira não pagar a ele o bônus exigido pelo contrato, convencendo o conselho da Disney a não lhe dar nada. Katzenberg ficou ainda mais irritado com o fato de Eisner ter programado Bugs para estrear na mesma semana que The Prince of Egypt, que então pretendia ser o primeiro lançamento animado da DreamWorks. Lasseter repassou a notícia aos funcionários da Pixar, mas manteve o moral alto. Em particular, Lasseter disse a outros executivos da Pixar que ele e Stanton se sentiram terrivelmente decepcionados com Katzenberg.
Katzenberg mudou a estreia de Antz da primavera de 1999 para outubro de 1998 para competir com o lançamento da Pixar. David Price escreveu em seu livro de 2008, The Pixar Touch, que um boato, "nunca confirmado", era que Katzenberg havia dado à PDI "ricos incentivos financeiros para induzi-los a tudo que fosse necessário para ter Antz pronto primeiro, apesar da vantagem da Pixar". Jobs ficou furioso, ligou para Katzenberg e começou a gritar. Katzenberg fez uma oferta: ele atrasaria a produção de Antz se Jobs e a Disney movessem A Bug's Life para que não competisse com The Prince of Egypt. Jobs acreditava que era "uma tentativa de extorsão flagrante" e não aceitaria, explicando que não havia nada que ele pudesse fazer para convencer a Disney a mudar a data. Katzenberg casualmente respondeu que o próprio Jobs o havia ensinado como conduzir negócios semelhantes há muito tempo, explicando que Jobs tinha vindo em socorro da Pixar fechando o negócio para Toy Story, já que a Pixar estava perto da falência naquela época. "Eu era o único cara lá para você naquela época, e agora você está permitindo que eles usem você para me ferrar", disse Katzenberg. Ele sugeriu que, se Jobs quisesse, poderia simplesmente desacelerar a produção de A Bug's Life sem avisar à Disney. Se o fizesse, disse Katzenberg, ele colocaria Antz em espera. Lasseter também afirmou que Katzenberg havia telefonado para ele com a proposta, mas Katzenberg negou essas acusações mais tarde.
Conforme as datas de lançamento de ambos os filmes se aproximavam, os executivos da Disney concluíram que a Pixar deveria manter silêncio sobre a batalha da DreamWorks. Independentemente disso, Lasseter rejeitou publicamente Antz como uma "versão schlock" de A Bug's Life. Lasseter, que alegou nunca ter visto Antz, disse a outros que se a DreamWorks e a PDI tivessem feito o filme sobre outra coisa que não insetos, ele teria fechado a Pixar naquele dia para que toda a empresa pudesse ir vê-la. Jobs e Katzenberg não recuaram e os filmes de formigas rivais provocaram um frenesi na imprensa. “Os bandidos raramente vencem”, disse Jobs ao Los Angeles Times. Em resposta, o chefe de marketing da DreamWorks, Terry Press, sugeriu: "Steve Jobs deveria tomar uma pílula". Apesar do desempenho de bilheteria de Antz e A Bug's Life, as tensões permaneceriam altas entre Jobs e Katzenberg por muitos anos. De acordo com Jobs, Katzenberg procurou Jobs depois do sucesso de Shrek (2001) e insistiu que nunca tinha ouvido falar de A Bug's Life, argumentando que seu acordo com a Disney teria lhe dado uma parte dos lucros se fosse assim. Embora a contenção tenha deixado todas as partes distantes, os funcionários da Pixar e da PDI mantiveram as velhas amizades que surgiram ao passar um longo tempo juntos em animação por computador.

## Música
A trilha sonora foi composta e conduzida por Randy Newman. O álbum da trilha sonora foi produzido e lançado em 27 de outubro de 1998 pela Walt Disney Records. A primeira faixa do álbum é uma canção chamada "The Time of Your Life" escrita e interpretada por Newman, enquanto todas as outras 19 faixas são orquestrais. Embora o álbum estivesse fisicamente esgotado nos Estados Unidos durante os anos 2000, em junho de 2018 a Universal Music Japan anunciou que uma edição remasterizada seria lançada em 3 de outubro de 2018, junto com outros álbuns de trilhas sonoras da Walt Disney Records pré-Catálogo de 2018. O álbum também está disponível para compra no iTunes. O tempo de duração é de 47 minutos e 32 segundos. De 0 a 5 estrelas, a Allmusic, a Empire Online, e a Film Tracks classificaram o álbum com três estrelas. O Movie Wave avaliou com quatro e meio. O álbum ganhou o Grammy Award de Melhor Composição Instrumental.

## Recepção

### Bilheteria
A Bug's Life arrecadou aproximadamente 33.258.052 dólares em seu fim de semana de abertura, ocupando o primeiro lugar no fim de semana. Conseguiu manter a sua posição de número 1 por duas semanas. Também arrecadou 162,8 milhões de dólares em sua exibição nos Estados Unidos, cobrindo seus custos de produção estimados em 120 milhões de dólares. A Bug's Life arrecadou 200.460.294 dólares em países estrangeiros, elevando sua receita bruta mundial para 363,3 milhões de dólares, superando a concorrência da DreamWorks Animation, com o lançamento de Antz.

### Críticas
No agregador de críticas Rotten Tomatoes, tem uma avaliação de 92% com base em 88 resenhas e uma avaliação média de 7,87/10. O consenso crítico do site diz: "A Bug's Life é uma aventura empolgante que combina emoções animadas com diálogos espirituosos e personagens memoráveis - e outro sucesso inicial da Pixar." Outro agregador de críticas, Metacritic, deu ao filme uma pontuação de 77 de 100 com base em 23 críticos, indicando "críticas geralmente favoráveis".
Todd McCarthy, da Variety, escreveu: "Lasseter e Pixar abriram novos caminhos técnicos e estéticos no campo da animação com Toy Story, e aqui eles os superam em escopo e complexidade de movimento enquanto contam uma história que se sobrepõe a Antz de várias maneiras." James Berardinelli, da ReelViews, deu ao filme três estrelas e meia em quatro, dizendo "A Bug's Life, como Toy Story, desenvolve protagonistas pelos quais podemos torcer e os coloca no meio de uma aventura dinâmica e enérgica." Roger Ebert da Chicago Sun-Times deu ao filme três estrelas e meia em quatro, dizendo "A Bug's Life vai sofrer por sair tão cedo depois de Antz? Não mais do que um thriller prejudica as chances do próximo Um. Antz pode até ajudar os negócios de A Bug's Life, demonstrando quantas possibilidades dramáticas e cômicas podem ser encontradas em um formigueiro." Kenneth Turan da Los Angeles Times deu ao filme quatro de cinco estrelas, dizendo" O que A Bug's Life demonstra que, quando se trata de bugs, os mais divertidos para sair e sair exclusivamente com a turma da Pixar". Peter Stack, da San Francisco Chronicle, deu ao filme quatro de quatro estrelas, dizendo "A Bug's Life é um dos grandes filmes - um triunfo de narrativa e desenvolvimento de personagens, e um jogo totalmente novo para animação por computador. Pixar Animation Studios elevou o gênero a um novo nível surpreendente".
Richard Corliss da Time escreveu: "A trama amadurece lindamente; os personagens perfeitamente convergem e entram em combustão; as piadas se pagam com ressonância emocional". Owen Gleiberman da Entertainment Weekly deu ao filme um B, dizendo "A Bug's Life pode ser o único filme mais incrível que eu já vi e pelo qual eu não poderia me apaixonar". Paul Clinton, da CNN, escreveu:"A Bug's Life é um filme perfeito para as férias. Ele contém uma ótima mensagem otimista... é maravilhoso de se ver... é extremamente criativo... e é divertido para adultos e crianças". Michael Wilmington da Chicago Tribune deu ao filme três estrelas e meia em quatro, e comparou-o a "Os Sete Samurais de Akira Kurosawa (com um pouco de outra lenda do cinema da arte, Federico Fellini, incluído)." onde "Como em Samurai, a colônia aqui é atormentada todos os anos pela chegada de bandidos." Pelo contrário, Stephen Hunter da The Washington Post escreveu: "Por mais inteligente que seja, o filme carece de charme. Um problema: também muitos insetos. Segundo, um mundo maior para dois propósitos: alimentar pássaros e irritar humanos."

### Prêmios e Indicações
A Bug's Life ganhou vários prêmios e inúmeras indicações. O filme ganhou os prêmios da Broadcast Film Critics Association de Melhor Filme de Animação (empatado com O Príncipe do Egito) e de Melhor Filme para Família, o Prêmio Satélite de Melhor Filme de Animação e o Grammy Award de Melhor Composição Instrumental de Randy Newman. Ele também foi nomeado para o Óscar de Melhor Trilha Sonora Musical ou Comédia Original, o Globo de Ouro de Melhor Trilha Sonora Original e o Prêmio BAFTA de Melhor Realização em Efeitos Visuais Especiais. Em 2008, o American Film Institute indicou A Bug's Life para a sua lista dos 10 melhores filmes de animação.

### Legado
Nos anos seguintes desde seu lançamento, A Bug's Life foi considerado pelos críticos e fãs como um filme da Pixar que, ao contrário de seus sucessores, foi amplamente esquecido pelo público. Embora seja reconhecido como um sucesso solidificado da Pixar, o filme foi visto como a crise do segundo ano do estúdio na esteira do sucesso de crítica de Toy Story, e inibido por ser lançado diretamente antes do igualmente venerado Toy Story 2. A rivalidade da Pixar com a Dreamworks como resultado de Antz também foi considerada um fator no legado de A Bug's Life.
Os críticos geralmente classificam A Bug's Life como um dos lançamentos mais fracos da Pixar; embora tenha sido visto como um "charmoso" e "ambicioso" filme com animação pioneira para a época, outros o descreveram como "adequado" e atraente para um público mais jovem. No entanto, os personagens, a voz e o humor do filme receberam elogios duradouros.

## Home media
A Bug's Life foi o primeiro lançamento de home media a ser inteiramente criado usando uma transferência digital. Cada quadro de animação foi convertido dos dados do computador do filme, ao contrário do processo de transferência analógico padrão de filme para video cassete. Isso permitiu que o lançamento do filme em DVD mantivesse seu formato widescreen original 2.35: 1. O DVD foi lançado em 20 de abril de 1999, junto com um lançamento em VHS, que foi apresentado no formato padrão 1.33: 1 "fullscreen". A transferência do filme para tela inteira foi realizada "reenquadrando" inteiramente o filme, tomada por tomada; mais da metade das filmagens do filme foi modificada pelos animadores da Pixar para caber na proporção do filme. Vários personagens e objetos foram movidos para mais perto para evitar serem cortados fora do quadro. O lançamento do filme em VHS foi o mais vendido no Reino Unido, com 1,76 milhões de unidades vendidas até o final do ano. Em 1º de agosto de 2000, essas edições foram relançadas em VHS e DVD sob o banner da Walt Disney Gold Classic Collection.
Em 23 de novembro de 1999, um DVD de edição de colecionador de 2 discos foi lançado. Este DVD foi totalmente remasterizado em widescreen anamórfico e tem bônus substanciais. Esta edição foi relançada em 27 de maio de 2003, adicionando um jogo set-top e um recurso Finding Nemo.
Em 19 de maio de 2009, o filme foi lançado em Blu-ray. A Bug's Life foi lançado em 4K ULTRA HD Blu-ray em 3 de março de 2020.

## Mídia e divulgação

### Curta-metragem adicional
Os lançamentos teatrais e em vídeo do filme incluem Geri's Game, um curta-metragem da Pixar vencedor do Óscar, feito em 1997, um ano antes do lançamento de A Bug's Life.

### Jogo eletrônico
Um jogo, baseado no filme, foi desenvolvido pela Traveller's Tales e a Tiertex Design Studios e lançado pela Sony Computer Entertainment, Disney Interactive, THQ e Activision para vários sistemas. O enredo do jogo era semelhante ao do filme, com algumas mudanças. No entanto, ao contrário do filme, o jogo recebeu críticas mistas. O site GameRankings deu a versão para Nintendo 64 54,40%, a versão para PlayStation 51,90%  e a versão Game Boy Color 36,63%. A GameSpot deu à versão do PlayStation um 2.7/10, concluindo que era "óbvio que a Disney estava mais interessada em produzir um anúncio de 40 dólares para seu filme do que em desenvolver um jogo jogável." A IGN deu à versão do Nintendo 64 um 6.8/10 , elogiando a apresentação e o som, afirmando "Era uma aparência e sensação otimistas e alegres, muito parecidas com o filme de mesmo nome, com músicas alegres e efeitos sonoros fortes, mas novamente criticou a jogabilidade dizendo que os controles estavam lentos com framerate e mecânica de jogo cansativa", enquanto eles deram à versão do PlayStation um 4/10, criticando a jogabilidade como lenta e estranha, mas elogiando a apresentação como cinematográfica.

## Atrações de parque temático
Disney's Animal Kingdom inclui o espetáculo em 3D It's Tough to Be a Bug!, que também existiu na Disney California Adventure de 2001 a 2018. O espetàculo noturno da Disney California Adventure, World of Color apresenta um segmento que inclui Heimlich, a lagarta do filme.

### Atrações antigas de parque temático
De 2002 a 2018, A Bug's Land foi uma seção da Disney California Adventure inspirada em A Bug's Life.